# Kościół św. Tomasza w Pen-y-cae
Kościół św. Tomasza (ang. St. Thomas' Church, wal. Eglwys St Thomas) – anglikańska świątynia znajdująca się w walijskiej wsi Pen-y-cae, w hrabstwie Wrexham.

## Historia
Budowę kościoła rozpoczęto w listopadzie 1877, świątynię zaprojektował Aston Webb. Gotowy budynek konsekrowano 6 grudnia 1878 roku i nadano mu za patrona św. Tomasza. Parafię Pen-y-cae erygowano 28 października 1879, wydzielając ją z obszarów parafii: Ruabon, Rhosllannerchrugog i Rhosymedre.

## Architektura
Świątynia neogotycka, jednonawowa. Na dachu kościoła znajduje się dzwonnica-sygnaturka. Większość dachówek wykonana jest z łupku, z wyjątkiem tych na kalenicy, które wyrobione są z terakoty.